# 伊利亞武
伊利亞武（葡萄牙語發音：[ˈiʎɐvu] ⓘ），是葡萄牙的城鎮，位於該國中北部，由阿威羅區負責管轄，始建於1296年，面積73.48平方公里，2011年人口38,598，人口密度每平方公里525.29人。